# Korkenziehermuseum Kaiserstuhl
Das Korkenziehermuseum befindet sich in der historischen Altstadt von Burkheim, einem Stadtteil von Vogtsburg im Kaiserstuhl.
Ausgestellt sind rund 400 Korkenzieher der insgesamt 1.200 Exponate umfassenden Sammlung, moderne Designerstücke wie historische Exponate aus der etwa 350 Jahre alten Geschichte dieses für den Weingenuss wichtigen Zubehörs, und andere Exponate, die mit Wein zu tun haben. Das Museum befindet sich auf zwei Etagen in der Scheune des historischen Winzerhauses, das etwa ebenso alt ist wie die Geschichte des Korkenziehers. Angeschlossen ist im Vordergebäude ein Ladengeschäft, in dem Artikel rund um Küche, Bar und Wein angeboten werden. Das Museum ist das einzige dieser Art in Deutschland und wurde 2003 von Bernhard Maurer gegründet.
2008 wurde das etwas versteckt im Kirchgässle in der Altstadt gelegene Anwesen energetisch saniert und erweitert. Seither werden in den Museumsräumen auch Lesungen und Vernissagen durchgeführt; im Juli 2010 war beispielsweise Peter Gaymann zu Gast.
Ein weiteres Korkenziehermuseum mit 1000 Exemplaren existiert im Gewölbekeller des Gasthofs Löwen in der Gemeinde Worb in der Schweiz. In Montuïri auf Mallorca betrieb der Deutsche Hans-Joachim Holze († 2008) auf seiner Finca Son Bages ebenfalls ein Korkenziehermuseum, das 1000 Exponate seiner Sammlung aus 3000 Exemplaren zeigte. Es wurde allerdings inzwischen aufgelöst und die Exponate werden nach und nach verkauft.